# Direction générale des Impôts (Bénin)
Pour les articles homonymes, voir Direction générale des Impôts (homonymie).
La Direction Générale des Impôts en abrégé DGI est une direction technique du Ministère de l'Économie et des Finances. À sa tête se trouve Nicolas Yenoussi qui en est l'actuel directeur général,,.

## Composition, attribution, organisation et fonctionnement
La composition, les attributions, l’organisation et le fonctionnement de la DGI sont définis par l'arrêté n°3005-c/MEF/DC/SGM/DGI/SP/378SGG17 du 29 septembre 2017.

## Missions et attributions

### Mission
La responsabilité de la Direction Générale des Impôts englobe les domaines suivants:
- Les impôts directs et les taxes similaires;
- Les impôts indirects et les taxes similaires, à l'exception de ceux perçus sur les importations ou les exportations;
- Les droits d'enregistrement, les droits de timbre et les taxes similaires.

### Attributions
Dans le cadre de l'exécution de ses tâches, la Direction Générale des Impôts a pour responsabilités principales,,,,,,,,,:
- déterminer la base imposable, effectuer des contrôles et procéder à la liquidation de tous les impôts, taxes, droits, amendes et pénalités fiscales de diverses natures prévus par les lois et règlements en vigueur, dans l'intérêt de l'État et des collectivités territoriales;

- gérer les litiges fiscaux, traiter les recours gracieux et accorder des dégrèvements d'impôts, de taxes, de droits, d'amendes et de pénalités fiscales, dans les limites de ses compétences, au profit de l'État et des collectivités territoriales;

- assurer le recouvrement des recettes fiscales et parafiscales, ainsi que leur versement au Trésor.

- exercer des fonctions de contrôle fiscal;

- participer à l'élaboration de textes législatifs et réglementaires concernant les impôts, en travaillant avec les législateurs et les autorités réglementaires, et rédiger des instructions générales pour leur mise en application;

- identifier, localiser et immatriculer les contribuables;

- gérer les régimes d'exonération fiscale;

- évaluer les dispositions contractuelles des marchés soumis à l'avis de la DGI;

- représenter la DGI dans les commissions chargées de la passation des marchés publics;

- mener des actions de lutte contre la fraude fiscale et l'évasion fiscale;

- assurer la gestion du Guichet Unique des États Financiers;

- superviser l'ensemble du réseau comptable;

- élaborer conjointement avec le Receveur Général du Trésor (RGT) l'accord relatif aux recettes fiscales et parafiscales collectées et reversées au Trésor Public, ainsi que le suivi des restes à recouvrer;

- préparer les comptes administratifs et de gestion, et les transmettre à la Chambre des Comptes de la Cour Suprême pour examen.

## Organisation et fonctionnement
La Direction Générale des Impôts est composée des éléments suivants:
- Le Directeur Général et son adjoint;
- Les services et individus affiliés à la Direction Générale des Impôts composé de: 
  1. le Secrétariat;
  2. l'Inspection Générale des Services (IGS);
  3. l’Unité de Politique Fiscale (UPF);
  4. la Cellule de Services aux Contribuables (CSC);
  5. l’Assistant du Directeur Général.

- Les directions centrales composées:
  1. la Direction des Systèmes d’Informations (DSI);
  2. la Direction de la Législation et du Contentieux (DLC);
  3. la Direction de la planification et du suivi évaluation (DPSE);
  4. la Recette Nationale des Impôts (RNI);
  5. la Direction du Contrôle Fiscal (DCF);
  6. la Direction de la Gestion des Ressources (DGR) ;
  7. le Centre de Formation Professionnelle des Impôts (CFPI);
- Les directions opérationnelles composées de:
  1. la Direction des Grandes Entreprises (DGE);
  2. la Mission Fiscale des Régimes d’Exception (MFRE).

## Siège
La DGI se trouve à Cotonou plus précisément sur la route de l'aéroport.

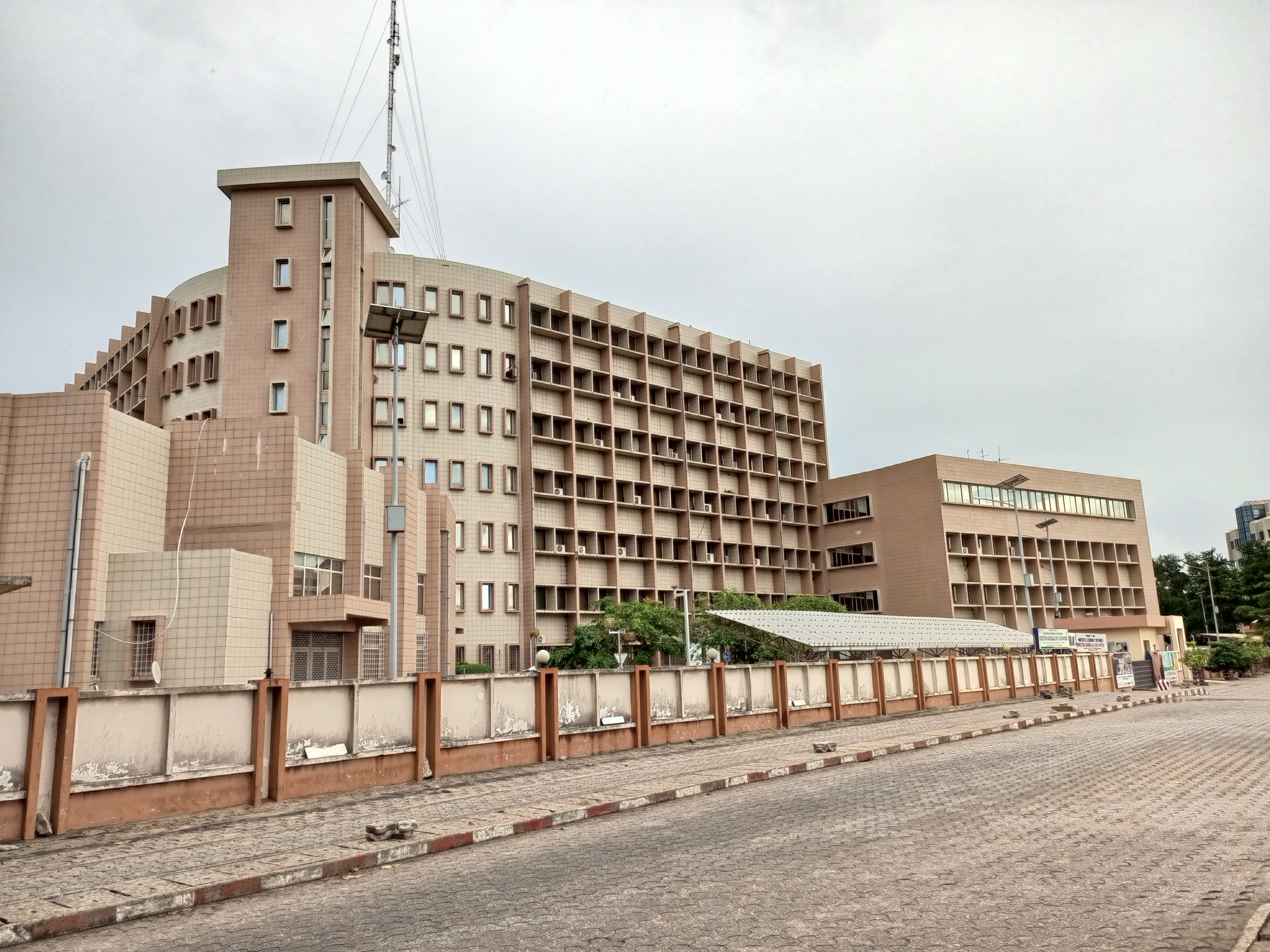
Direction Générale des Impôts Bénin